# Donacaula rufalis
Donacaula rufalis là một loài bướm đêm trong họ Crambidae.